# Kamjanyj Majdan
Kamjanyj Majdan (ukr. Кам'яний Майдан) – wieś na Ukrainie, w obwodzie żytomierskim, w rejonie nowogrodzkim. W 2001 roku liczyła 178 mieszkańców.